# Yahia Fofana
Yahia Fofana (ur. 21 sierpnia 2000 w Paryżu) – iworyjski piłkarz francuskiego pochodzenia grający na pozycji bramkarza we francuskim klubie Angers SCO oraz w reprezentacji Wybrzeża Kości Słoniowej. Zwycięzca Pucharu Narodów Afryki 2023.

## Kariera klubowa
Swoją karierę piłkarską Fofana rozpoczął w klubie Le Havre AC. W 2015 roku zaczął grę w rezerwach tego klubu, a w 2020 stał się członkiem pierwszego zespołu. 30 stycznia 2021 w zremisowanym 0:0 wyjazdowym meczu z Chamois Niortais FC. Zawodnikiem Le Havre był do lata 2022.
Latem 2022 Fofana został został zawodnikiem pierwszoligowego Angers SCO. Swój debiut w nim zaliczył 11 września 2022 w zwycięskim 2:1 domowym meczu z Montpellier HSC. Na koniec sezonu 2022 spadł z Angers do Ligue 2.
| Sezon   | Klub          | Kraj    | Rozgrywki              | Mecze | Bramki |
| ------- | ------------- | ------- | ---------------------- | ----- | ------ |
| 2015/16 | Le Havre AC B | Francja | CFA                    | 1     | 0      |
| 2016/17 | Le Havre AC B | Francja | CFA                    | 1     | 0      |
| 2017/18 | Le Havre AC B | Francja | Championnat National 2 | 10    | 0      |
| 2018/19 | Le Havre AC B | Francja | Championnat National 2 | 18    | 0      |
| 2019/20 | Le Havre AC B | Francja | Championnat National 3 | 2     | 0      |
| 2020/21 | Le Havre AC   | Francja | Ligue 2                | 3     | 0      |
| 2021/22 | Le Havre AC   | Francja | Ligue 2                | 35    | 0      |
| 2022/23 | Angers SCO    | Francja | Ligue 1                | 11    | 0      |

## Kariera reprezentacyjna
W reprezentacji Wybrzeża Kości Słoniowej Fofana zadebiutował 9 września 2023 w wygranym 1:0 meczu kwalifikacji do Pucharu Narodów Afryki 2023 z Lesotho, rozegranym w San Pédro. W 2024 roku powołano go do kadry na Puchar Narodów Afryki 2023. Rozegrał w nim siedem meczów: grupowe z Gwineą Bissau (2:0), z Nigerią (0:1) i z Gwineą Równikową (0:4), w 1/8 finału z Senegalem (1:1, k. 5:4), ćwierćfinałowy z Mali (2:1 po dogrywce), półfinałowy z Demokratyczną Republiką Konga (1:0) i w finale z Nigerią (2:1). Z Wybrzeżem Kości Słoniowej wygrał ten turniej.